# Sonate pour violoncelle et piano (Honegger)
Pour les articles homonymes, voir Sonate pour violoncelle et piano.
La Sonate pour violoncelle et piano (H. 32) est une œuvre de musique de chambre d'Arthur Honegger composée en 1920. Elle a été créée à Paris le 23 avril 1921.

## Structure
La sonate comprend trois mouvements :
1. Allegro non troppo
2. Andante sostenuto
3. Presto

- Durée d'exécution : douze minutes.